# 1964년 하계 올림픽 일본 선수단
일본은 1964년 10월 10일부터 24일까지 자국 도쿄에서 열린 제18회 하계 올림픽에 참가했다.

## 메달 집계

### 종목별 참가 선수 및 메달 수
| 종목 | 참가 선수 | 1  | 2 | 3 | 메달 합계 |
| ---- | --------- | -- | - | - | --------- |
| 요트 | 11        |    |   |   |           |
| 합계 | 328       | 16 | 5 | 8 | 29        |

## 종목별 성적

### 복싱
| 선수 | 세부 종목 | 64강           | 32강           | 16강           | 8강            | 준결승         | 결승           | 결승 |
| 선수 | 세부 종목 | 상대 선수 결과 | 상대 선수 결과 | 상대 선수 결과 | 상대 선수 결과 | 상대 선수 결과 | 상대 선수 결과 | 순위 |

### 사격
남자
| 선수 | 세부 종목 | 예선   | 예선 | 결선   | 결선      |
| 선수 | 세부 종목 | 스코어 | 순위 | 스코어 | 최종 순위 |

### 사이클
| 선수                                                      | 세부 종목 | 예선                                  | 예선      | 준준결선  | 준준결선  | 준결선    | 준결선    | 결선      | 결선      |           |
| 선수                                                      | 세부 종목 | 기록                                  | 순위      | 기록      | 순위      | 기록      | 순위      | 기록      | 순위      |           |
| 야마후지 히로미                                           | 개인 추발 | 마르틴 로드리구에스 (COL) · W 5:17.57 | 진출 실패 | 진출 실패 | 진출 실패 | 진출 실패 | 진출 실패 | 진출 실패 | 진출 실패 | 진출 실패 |
| 호토기 노리오 이토 후지오 타카하시 코사쿠 야마후지 히로미 | 단체 추발 | 인도 (IND) · W 4:55.04                | 진출 실패 | 진출 실패 | 진출 실패 | 진출 실패 | 진출 실패 | 진출 실패 | 진출 실패 | 진출 실패 |

### 육상

#### 남자
트랙 / 도로 경기
| 선수 | 세부 종목 | 1차 예선 | 1차 예선 | 2차 예선 | 2차 예선 | 준결선 | 준결선 | 결선 | 결선      |
| 선수 | 세부 종목 | 기록     | 순위     | 기록     | 순위     | 기록   | 순위   | 기록 | 최종 순위 |

필드 경기
| 선수 | 세부 종목 | 예선 | 예선 | 결선 | 결선      |
| 선수 | 세부 종목 | 기록 | 순위 | 기록 | 최종 순위 |